# Voyage de Madame Knipper vers la Prusse Orientale
Voyage de Madame Knipper vers la Prusse orientale est une pièce de théâtre de l'auteur dramatique français Jean-Luc Lagarce publiée dans l'édition tapuscrite de Théâtre Ouvert en 1980. Cette pièce a été enregistrée sur France Culture la même année et a été créée par Jean-Claude Fall à la Comédie-Française en 1982,.

## Personnages
- A., une femme
- B., une femme
- C., un homme
- D., un homme
- E., un homme
- G., domestique, muet, homme ou femme
- F., domestique, muet, homme ou femme[5]

## Argument
Les cinq personnages, une troupe de comédiens, racontent le voyage de Madame Knipper partie chercher le corps de Tchekhov en Prusse Orientale. Le spectateur ne sait pas s'ils racontent leur propre voyage, fantasmé, ou s'ils jouent devant nous leur pièce de théâtre.